# Jeux du Commonwealth de 2014
Navigation
Édition précédente Édition suivante
Les XXes Jeux du Commonwealth de 2014 se déroulent à Glasgow en Écosse du 23 juillet au 3 août 2014.
C'est la troisième fois que l'Écosse accueille les Jeux, après les Jeux d'Édimbourg de 1970 et ceux de 1986. Les Jeux de 1986 avaient été marqués par le boycott de la majorité des pays membres (dont la quasi-totalité des pays africains, asiatiques et caribéens) en raison du refus du gouvernement britannique de Margaret Thatcher de se joindre au consensus du Commonwealth sur l'imposition de sanctions contre l'Afrique du Sud, pays pratiquant alors l'apartheid,. Les Jeux de Glasgow en 2014, à l'inverse, se préparent dans un climat paisible mais inhabituel. Les Jeux se déroulent en effet un mois et demi avant la tenue d'un référendum sur l'indépendance de l'Écosse (le 18 septembre). Les Jeux de Glasgow sont « le plus grand événement sportif jamais organisé en Écosse », et « ont figuré de manière prééminente dans les efforts du gouvernement [nationaliste écossais] pour mettre en avant les forces et l'influence du pays durant cette année de référendum ». Pour autant, le premier ministre écossais Alex Salmond promet en amont des Jeux que ceux-ci ne seront pas politisés.
L'Écosse est l'une des quatre nations constitutives du Royaume-Uni. Tout comme les trois autres nations (l'Angleterre, le Pays de Galles et l'Irlande du Nord), il concourt depuis toujours avec sa propre délégation aux Jeux du Commonwealth.

## Candidature
Les deux candidatures majeures aux Jeux du Commonwealth 2014 sont celles de Glasgow et d'Abuja (Nigeria). En novembre 2007, à Colombo (Sri Lanka), lors de l'assemblée générale de la Fédération des Jeux du Commonwealth, Glasgow remporte le scrutin par 47 voix contre 24.

## Déroulement des Jeux

### Cérémonie d'ouverture
La cérémonie d'ouverture des Jeux du Commonwealth de 2014 se déroule le 23 juillet au Celtic Park.

### Épreuves
17 disciplines sont planifiées pour les Jeux du Commonwealth.
| - Athlétisme - Badminton - Boulingrin - Boxe - Cyclisme - Gymnastique | - Judo - Haltérophilie - Hockey sur gazon - Lutte - Natation - Netball | - Rugby à sept - Squash - Tennis de table - Tir - Triathlon |

### Pays participants
Soixante-et-onze pays ou territoires membres du Commonwealth participent aux Jeux. Parmi eux, les cinquante-trois États souverains membres de l'organisation, dont un -le Royaume-Uni- est subdivisé en quatre équipes nationales : Angleterre, Écosse, pays de Galles et Irlande du Nord. S'y ajoutent : les îles Cook et Niue, États de facto indépendants mais de jure sous souveraineté néo-zélandaise ; trois dépendances de la Couronne britannique dotées de leurs propres équipes (Jersey, Guernesey et l'île de Man) ; neuf territoires britanniques d'outre-mer ayant également chacun sa propre équipe (les îles Falkland, Anguilla, les îles Vierges britanniques, les Îles Caïmans, Sainte-Hélène, Gibraltar, les Bermudes, Montserrat et les îles Turques-et-Caïques) ; et l'île Norfolk, territoire autonome sous souveraineté australienne,.
Suspendus du Commonwealth en 2009 à la suite d'un coup d'État militaire en 2006, les Fidji, qui ont annoncé la tenue d'élections en septembre pour une restauration de la démocratie, sont autorisés à participer à ces Jeux. À l'inverse la Gambie, présente aux Jeux de 2010, a quitté volontairement le Commonwealth en 2013, et n'envoie donc plus de délégations aux Jeux.
| - Afrique du Sud (187) - Angleterre (416) - Anguilla (12) - Antigua-et-Barbuda (20) - Australie (417) - Bahamas (65) - Bangladesh (30) - Barbade (63) - Belize (12) - Bermudes (18) - Botswana (19) - Brunei (1) - Cameroun (62) - Canada (265) - Chypre (51) - Dominique (11) - Écosse (310) - Fidji (26) | - Ghana (104) - Gibraltar (27) - Grenade (16) - Guernesey (39) - Guyana (38) - Île de Man (46) - Îles Caïmans (28) - Îles Cook (39) - Île Norfolk (24) - Îles Turques-et-Caïques (9) - Îles Vierges britanniques (10) - Inde (215) - Irlande du Nord (117) - Jamaïque (114) - Jersey (40) - Kenya (184) - Kiribati (20) - Lesotho (27) | - Malawi (30) - Malaisie (180) - Maldives (25) - Malouines (25) - Malte (29) - Maurice (50) - Montserrat (4) - Mozambique - Namibie (35) - Nauru (10) - Nigeria (127) - Niue (26) - Nouvelle-Zélande (232) - Ouganda (62) - Pakistan (83) - Papouasie-Nouvelle-Guinée (93) - Pays de Galles (234) - Rwanda (33) | - Saint-Christophe-et-Niévès (12) - Saint-Vincent-et-les-Grenadines (27) - Sainte-Hélène (10) - Sainte-Lucie (32) - Îles Salomon (12) - Samoa (41) - Seychelles (39) - Sierra Leone (23) - Singapour (70) - Sri Lanka (104) - Swaziland (15) - Tanzanie (36) - Tonga (15) - Trinité-et-Tobago (127) - Tuvalu (5) - Vanuatu (12) - Zambie (47) |

### Tableau des médailles
L'Angleterre termine en tête du tableau des médailles pour la première fois depuis 1986, l'Australie ayant dominé les Jeux sans interruption de 1990 à 2010 inclus. L'Écosse, classée quatrième avec dix-neuf médailles d'or, connaît les meilleurs Jeux de son histoire. Les Kiribati obtiennent leur toute première médaille, et sont donc classés pour la première fois.
- Pays hôte (Écosse)

| Rang  | Nation                    | Or  | Argent | Bronze | Total |
| ----- | ------------------------- | --- | ------ | ------ | ----- |
| 1     | Angleterre                | 58  | 59     | 57     | 174   |
| 2     | Australie                 | 49  | 42     | 46     | 137   |
| 3     | Canada                    | 32  | 16     | 34     | 82    |
| 4     | Écosse                    | 19  | 15     | 19     | 53    |
| 5     | Inde                      | 15  | 30     | 19     | 64    |
| 6     | Nouvelle-Zélande          | 14  | 14     | 17     | 45    |
| 7     | Afrique du Sud            | 13  | 10     | 17     | 40    |
| 8     | Nigeria                   | 11  | 11     | 14     | 36    |
| 9     | Kenya                     | 10  | 10     | 5      | 25    |
| 10    | Jamaïque                  | 10  | 4      | 8      | 22    |
| 11    | Singapour                 | 8   | 5      | 4      | 17    |
| 12    | Malaisie                  | 6   | 7      | 6      | 19    |
| 13    | Pays de Galles            | 5   | 11     | 20     | 36    |
| 14    | Chypre                    | 2   | 4      | 2      | 8     |
| 15    | Irlande du Nord           | 2   | 3      | 7      | 12    |
| 16    | Papouasie-Nouvelle-Guinée | 2   | 0      | 0      | 2     |
| 17    | Cameroun                  | 1   | 3      | 3      | 7     |
| 18    | Ouganda                   | 1   | 0      | 4      | 5     |
| 19    | Grenade                   | 1   | 0      | 1      | 2     |
| 20    | Botswana                  | 1   | 0      | 0      | 1     |
| 20    | Kiribati                  | 1   | 0      | 0      | 1     |
| 22    | Trinité-et-Tobago         | 0   | 3      | 5      | 8     |
| 23    | Pakistan                  | 0   | 3      | 1      | 4     |
| 24    | Bahamas                   | 0   | 2      | 1      | 3     |
| 24    | Samoa                     | 0   | 2      | 1      | 3     |
| 26    | Namibie                   | 0   | 1      | 2      | 3     |
| 27    | Maurice                   | 0   | 1      | 1      | 2     |
| 27    | Mozambique                | 0   | 1      | 1      | 1     |
| 29    | Bangladesh                | 0   | 1      | 0      | 1     |
| 29    | Île de Man                | 0   | 1      | 0      | 1     |
| 29    | Nauru                     | 0   | 1      | 0      | 1     |
| 29    | Sri Lanka                 | 0   | 1      | 0      | 1     |
| 33    | Ghana                     | 0   | 0      | 2      | 2     |
| 33    | Zambie                    | 0   | 0      | 2      | 2     |
| 35    | Barbade                   | 0   | 0      | 1      | 1     |
| 35    | Fidji                     | 0   | 0      | 1      | 1     |
| 35    | Sainte-Lucie              | 0   | 0      | 1      | 1     |
| Total | Total                     | 261 | 261    | 302    | 824   |

### Événements
24 juillet :
- L'Angleterre domine le tableau des médailles lors du premier jour de la compétition, avec six médailles d'or, sept d'argent et quatre de bronze. Les Anglais Jodie Stimpson et Alistair Brownlee remportent respectivement les épreuves de triathlon pour femmes et pour hommes. Tandis que la cycliste anglaise malvoyante Sophie Thornhill et sa guide Helen Scott remportent la première épreuve de handisport intégrée aux Jeux de 2014 : le sprint en tandem[10].
- Hannah Miley remporte la première médaille d'or écossaise des Jeux, au 400 mètres 4 nages individuel en natation[10].

26 juillet :
- Fin des épreuves de gymnastique rythmique. La Canadienne Patricia Bezzoubenko y a remporté l'or dans cinq des six épreuves, et le bronze à l'épreuve du ruban. Sa principale concurrente, la Galloise Francesca Jones, a remporté l'or au ruban, et l'argent aux cinq autres épreuves[11].
- Remportant le bronze au pistolet à air en tir, l'Anglais Michael Gault obtient la dix-huitième médaille de sa carrière aux Jeux du Commonwealth, égalant le record (tous sports confondus) du tireur australien Phillip Adams[12].

27 juillet :
- L'Australien Michael Shelley remporte le marathon chez les hommes, et la Kényane Flomena Cheyech Daniel chez les femmes[13].
- En rugby à sept, pour la première fois de l'histoire des Jeux, la Nouvelle-Zélande est battue en finale. L'Afrique du Sud s'impose 17-12 face aux quadruples champions, qui n'avaient jamais perdu un match aux Jeux du Commonwealth[14].

29 juillet :
- Les épreuves de natation s'achèvent, comme à l'accoutumée, avec le constat d'une domination australienne : cinquante-sept médailles, dont dix-neuf en or, depuis le début des Jeux de 2014. Les nageurs anglais se classent deuxièmes, avec vingt-huit médailles dont dix en or[15].
- Les Jamaïcaines remportent les trois places sur le podium à l'épreuve du 400 mètres femmes en athlétisme : Stephanie McPherson (or), Novlene Williams-Mills (argent) et Christine Day (bronze)[15].

30 juillet :
- Les Kényanes remportent les trois médailles au 3 000 mètres steeple femmes : Purity Kirui (or), Chemos Cheywa (argent) et Joan Kipkemoi (bronze)[16].
- Le Grenadien Kirani James, champion du monde sur 400 mètres, remporte l'or à cette épreuve, en 44,24 secondes. C'est la première médaille d'or jamais obtenue par la Grenade[16].
- L'haltérophile David Katoatau remporte l'or dans la catégorie des 105 kg hommes, et offre ainsi aux Kiribati leur première médaille de l'histoire aux Jeux[16].
- En gymnastique artistique, au concours complet par équipe femmes, les Anglaises mettent fin à la domination australienne dans cette épreuve. Les Australiennes, qui avaient remporté l'or en 1998, 2002, 2006 et 2010, doivent se contenter de la médaille d'argent. Plus tôt cette même journée, les Anglais avaient également remporté l'épreuve masculine[17].
- Les Anglaises remportent par ailleurs les trois médailles au concours général individuel en gymnastique artistique : Claudia Fragapane (or), Ruby Harrold (argent) et Hannah Whelan (bronze)[16].

2 août :
- En tennis de table double mixte, les Anglais sont seuls sur le podium : Paul Drinkhall et Joanna Drinkhall (or), Tin-Tin Ho et Liam Pitchford (argent), et Danny Reed et Kelly Sibley (bronze)[18].
- L'Anglaise Nicola Adams (poids mouche) est la première personne à remporter une médaille d'or en boxe féminine aux Jeux du Commonwealth[18].
- Usain Bolt et ses compatriotes remportent l'or pour la Jamaïque au relais 4 × 100 mètres hommes[18].

3 août :
- Le Gallois Geraint Thomas remporte la course individuelle en cyclisme sur route malgré une crevaison, et une semaine après avoir terminé le Tour de France, offrant à son pays son premier titre dans cette discipline[19].
- Lors de la cérémonie de clôture, la gymnaste galloise Francesca Jones se voit remettre le Prix David Dixon, qui récompense un/e athlète exemplaire à chaque édition des Jeux[20].